# Saint-Georges-de-Didonne
Saint-Georges-de-Didonne és un municipi francès situat al departament del Charente Marítim i a la regió de la Nova Aquitània. L'any 2007 tenia 5.040 habitants.

## Demografia

### Població
El 2007 la població de fet de Saint-Georges-de-Didonne era de 5.040 persones. Hi havia 2.445 famílies de les quals 912 eren unipersonals (319 homes vivint sols i 593 dones vivint soles), 1.023 parelles sense fills, 343 parelles amb fills i 167 famílies monoparentals amb fills.
La població ha evolucionat segons el següent gràfic:
Habitants censats

### Habitatges
El 2007 hi havia 8.852 habitatges, 2.512 eren l'habitatge principal de la família, 6.080 eren segones residències i 260 estaven desocupats. 5.313 eren cases i 2.768 eren apartaments. Dels 2.512 habitatges principals, 1.803 estaven ocupats pels seus propietaris, 618 estaven llogats i ocupats pels llogaters i 92 estaven cedits a títol gratuït; 106 tenien una cambra, 238 en tenien dues, 594 en tenien tres, 689 en tenien quatre i 884 en tenien cinc o més. 1.928 habitatges disposaven pel capbaix d'una plaça de pàrquing. A 1.440 habitatges hi havia un automòbil i a 722 n'hi havia dos o més.

### Piràmide de població
La piràmide de població per edats i sexe el 2009 era:
| Homes | Edats   | Dones |
| ----- | ------- | ----- |
| 4     | 95 o +  | 28    |
| 20    | 90 a 94 | 52    |
| 92    | 85 a 89 | 160   |
| 92    | 80 a 84 | 100   |
| 168   | 75 a 79 | 184   |
| 200   | 70 a 74 | 264   |
| 224   | 65 a 69 | 228   |
| 128   | 60 a 64 | 204   |
| 152   | 55 a 59 | 156   |
| 172   | 50 a 54 | 188   |
| 136   | 45 a 49 | 180   |
| 100   | 40 a 44 | 104   |
| 148   | 35 a 39 | 168   |
| 120   | 30 a 34 | 124   |
| 92    | 25 a 29 | 108   |
| 76    | 20 a 24 | 100   |
| 124   | 15 a 19 | 100   |
| 96    | 10 a 14 | 108   |
| 76    | 5 a 9   | 104   |
| 56    | 0 a 4   | 96    |

## Economia
El 2007 la població en edat de treballar era de 2.586 persones, 1.597 eren actives i 989 eren inactives. De les 1.597 persones actives 1.350 estaven ocupades (677 homes i 673 dones) i 247 estaven aturades (120 homes i 127 dones). De les 989 persones inactives 509 estaven jubilades, 179 estaven estudiant i 301 estaven classificades com a «altres inactius».

### Ingressos
El 2009 a Saint-Georges-de-Didonne hi havia 2.865 unitats fiscals que integraven 5.496,5 persones, la mediana anual d'ingressos fiscals per persona era de 19.124 €.

### Activitats econòmiques
Dels 392 establiments que hi havia el 2007, 10 eren d'empreses alimentàries, 3 d'empreses de fabricació de material elèctric, 9 d'empreses de fabricació d'altres productes industrials, 44 d'empreses de construcció, 102 d'empreses de comerç i reparació d'automòbils, 8 d'empreses de transport, 56 d'empreses d'hostatgeria i restauració, 5 d'empreses d'informació i comunicació, 8 d'empreses financeres, 34 d'empreses immobiliàries, 32 d'empreses de serveis, 55 d'entitats de l'administració pública i 26 d'empreses classificades com a «altres activitats de serveis».
Dels 112 establiments de servei als particulars que hi havia el 2009, 1 era una oficina de correu, 3 oficines bancàries, 2 funeràries, 6 tallers de reparació d'automòbils i de material agrícola, 1 taller d'inspecció tècnica de vehicles, 1 autoescola, 5 paletes, 13 guixaires pintors, 4 fusteries, 9 lampisteries, 5 electricistes, 1 empresa de construcció, 6 perruqueries, 1 veterinari, 33 restaurants, 17 agències immobiliàries, 2 tintoreries i 2 salons de bellesa.
Dels 50 establiments comercials que hi havia el 2009, 2 eren supermercats, 1 una gran superfície de material de bricolatge, 1 una botiga de més de 120 m², 2 botiges de menys de 120 m², 10 fleques, 7 carnisseries, 4 peixateries, 4 llibreries, 11 botigues de roba, 1 una botiga d'equipament de la llar, 1 una botiga d'electrodomèstics, 3 botigues de material esportiu, 1 un drogueria i 2 floristeries.
L'any 2000 a Saint-Georges-de-Didonne hi havia 14 explotacions agrícoles que ocupaven un total de 288 hectàrees.

## Equipaments sanitaris i escolars
El 2009 hi havia 1 hospital de tractaments de curta durada, 3 farmàcies i 1 ambulància.
El 2009 hi havia 1 escola maternal i 1 escola elemental.

## Poblacions més properes
El següent diagrama mostra les poblacions més properes.